# Nicolae Cartojan
Nicolae Cartojan (n. 4 decembrie 1883, Călugăreni, județul Vlașca, azi în județul Giurgiu – d. 20 decembrie 1944, București) a fost un autor, biograf, cercetător literar, istoric literar, pedagog și publicist român, membru titular al Academiei Române. Specialist în literatura română veche, profesor la Universitatea din București, s-a remarcat prin amplitudinea documentării și prin analiza minuțioasă a contextului istoric și cultural al epocilor literare.

## Biografie
A fost fiul lui Anghel Cartojan și al Mariei (n. Petrescu). A fost bursier la Liceul „Sfântul Sava” din București. L-a întâlnit pe profesorul Ion Bianu, care preda în ciclul secundar, iar această șansă avea să îi modifice destinul. S-a înscris în anul 1902 la Facultatea de Litere, unde i-a avut profesori pe Titu Maiorescu, Nicolae Iorga și Ion Bianu, ajuns între timp profesor universitar. Ultimul l-a angajat după absolvirea facultății la secția de manuscrise a Bibliotecii Academiei Române. A fost profesor de limbă și literatură română la Școala Comercială din Giurgiu și la Gimnaziul Ion Maiorescu (actualmente Colegiul Național „Ion Maiorescu”) din același oraș, din 1907 până în timpul Primului Război Mondial. După declanșarea acestuia, s-a mutat în București, la liceele Matei Basarab și Gheorghe Lazăr. Apoi, a fost   profesor la Seminarul Central și la Seminarul Pedagogic Universitar Titu Maiorescu, iar între 1923-1930 la Școala Superioară de Arhivistică și Paleografie. Timp de doi ani, între 1 octombrie 1912 și 1 septembrie 1913, 1 noiembrie 1913 și 1 februarie 1914, și-a întrerupt activitatea de dascăl pentru a urma cursuri de specializare la Universitatea din Berlin. Și-a luat examenul de docență la Catedra de istorie a literaturii române în 1921, sub conducerea lui Ion Bianu. A fost, pe rând asistent, din 1923 conferențiar. Din 1930, a fost profesor titular al Facultății de Litere din București, ocupând chiar catedra magistrului său, Ion Bianu.
A fost cel mai aplicat exeget al cărților populare, acoperind în studiile consacrate acestora originile, motivele, temele, filiația, circulația, mediile sociale de receptare în Europa și Peninsula Balcanică.
Ca membru al Comisiei Internaționale de Istorie Literară Modernă din Paris, a colaborat la realizarea unui Repertoriu cronologic al literaturilor moderne (Répertoire chronologique des littératures modernes, 1935), coordonat de Paul van Tieghem.
Unul dintre cei mai importanți colaboratori și discipoli ai lui Nicolae Cartojan a fost Emil Vîrtosu (1902-1977), cercetător și istoric al perioadei moderne, care a descoperit și a publicat unele documente extrem de valoroase pentru istoriografia națională.

### Corespondența
Epistolele scrise de Nicolae Cartojan conțin informații importante privind itinerarul său creator. De-a lungul timpului, a corespondat cu personalități culturale, precum: Ion Bianu, Moses Gaster, Nicolae Iorga, Demostene Russo, Dimitrie Onciul, Ioan Bogdan, Emil Turdeanu, I.C. Chițimia, Dumitru Popovici, Sextil Pușcariu, Nicolae Georgescu-Tistu, Dan Simonescu, Artur Gorovei, G.T. Kirileanu.

## Opere publicate
- Alexăndria în literatura românească, București, 1922, teza sa de doctorat, susținută în anul 1920, în fața unei comisii formată din Dimitrie Onciul, decanul Facultății de Litere, Ramiro Ortiz și Demostene Russo, referenți fiind Ion Bianu, Ovid Densusianu.
- Noi contribuții la Alexăndria în literatura românească, București, 1922
- Legendele Troadei în literatura românească, București, 1925
- Breve storia della letteratura romena, Roma, 1926
- Cărțile populare în literatura românească, București, 1929-1938, monografie în două volume: I. Epoca influenței sud slave, 1929, și II. Epoca influenței grecești, 1938
- Istoria literaturii române vechi, vol. I-III, București, 1940-1945
- Mihail Kogălniceanu, București, 1942
- Cercetări literare, 5 volume publicate între 1929 și 1943
- Un grande erudito romeno a Padova: lo "Stolnic" Constantin Cantacuzino., (cu Ramiro Ortiz), București, 1943

## Afilieri
- A fost membru al Academiei Americane de Medievistică (1929).[2]
- A fost ales membru titular al Academiei Române în 1941.
- Doctor honoris causa al Universității din Padova (1942)[2]

## Distincții
- Semnul Onorific „Răsplata Muncii pentru 25 ani în Serviciul Statului” (13 octombrie 1941)[5]
- Ordinul Meritul Cultural în gradul de Cavaler cl. I, pentru litere (23 septembrie 1942)[6]